# Travellers Club
Travellers Club är en herrklubb grundad i Stockholm den 13 februari 1911. Initiativtagare var Eric Hultman, Henrik Åkerman, Carl Lychou, Ivar Hambn och Emil Carlson. Syftet är att samla intressanta personer för att "i sällskaplig samvaro främja utbytet av kunskaper och erfarenheter från vistelse och färder i världen".
Klubben grundades med inspiration från liknande sällskap i Paris (Travellers Club 1903) och New York (Explorers Club 1904). Som medlemmar accepterades till en början svenska män som tillbringat tid i kolonierna, som affärsmän, militärer och upptäcktsresande, men inga missionärer. Representanter för kungafamiljen har haft poster i klubben, och många framstående svenska forskare och resenärer har deltagit i verksamheten. Vidare har klubben bidragit till att finansiera en del forskningsexpeditioner, bl.a. Eric Mjöbergs andra insamlingsresa till Australien 1912–1913.
Klubben hade från 1911 fast lokal på Hotell Kronprinsen, Drottninggatan 27, och från 1929 i Rosenbads restaurang. Ordförandeposten har innehafts av bl a Claes Grill, Ludvig Juhlin, Samuel August Duse (1922-1927), Gerhard Lindblom (1930-1958) och Jonas Wahlström. Genom åren byggde klubben upp en samling av etnografiska föremål som 2007 donerades till Etnografiska museet i Stockholm.